# 艾德里
艾德里（阿拉伯语：‎）是位于利比亚西南部沙提省的一座城市。2010年时，艾德里有4611人。